# كبلر-42c
كيبلر 42 سي (بالإنجليزية: Kepler-42c)‏ الذي يرمز له بالرمز Kepler-42c، هو كوكب خارج المجموعة الشمسية، في كوكبة الدجاجة (كوكبة)، يتبع Kepler-42.

## الاكتشاف
اكتشف في 11 يناير 2012، وكانت طريقة الاكتشاف طريقة العبور.